# Summer Holiday (BZN)
Summer Holiday is een album met 18 zomerhits van BZN, uitgegeven op cd en MC op 1 juli 1995. Er werden maar 50.000 exemplaren van gedrukt, zodat deze cd in de toekomst een verzamelaarsobject wordt. Om deze reden stond dit album een beperkt aantal weken in de Top 40 (15) en bereikte het als hoogste een vierde plek.
Op dit album staan 3 Top 40 hits, de rest is afkomstig van albums van BZN uit de periode 1986-1994.

## Tracklist
1. Viva el amor [D. Plat/J. Veerman/J. Keizer/J. Tuijp]
2. La primavera [J. Veerman/J. Keizer/J. Tuijp/Ton Doodeman]
3. The summertime [Th. Tol/J. Tuijp/C. Tol]
4. Mendocino [J. Veerman/J. Keizer/J. Tuijp]
5. A summernight with you [J. Veerman/J. Keizer/J. Tuijp]
6. Aloha hé [J. Veerman/J. Keizer/J. Tuijp]
7. Let's go surfing [Th. Tol/J. Tuijp/C. Tol]
8. Quiereme mucho (mi amor) [J. Veerman/J. Keizer/J. Tuijp]
9. Hot nights [D. Plat/J. Veerman/J. Keizer/J. Tuijp]
10. Acropolis [J. Veerman/J. Keizer/J. Tuijp]
11. Yeppa [J. Veerman/J. Keizer/J. Tuijp]
12. You're the only one [J. Veerman/J. Keizer/J. Tuijp/D. v.d. Horst]
13. Hazy lazy days of summer [J. Veerman/J. Keizer/J. Tuijp]
14. Mi corazón [D. Plat/J. Veerman/J. Keizer/J. Tuijp]
15. My sweet dream [J. Veerman/J. Keizer/J. Tuijp]
16. Au revoir - Auf Wiedersehen [J. Veerman/J. Keizer/J. Tuijp]
17. C'est la vie [J. Veerman/J. Keizer/J. Tuijp]
18. Goodbye my love, adieu my friend [J. Veerman/J. Keizer/J. Tuijp/D. v.d. Horst]